# تلميذات يسوع المسيح

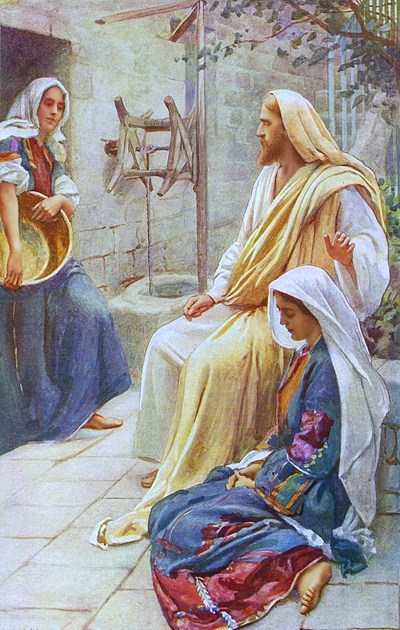
يسوع يعلّم مرتا ومريم.

يذكر العهد الجديد بعض الشخصيات النسائية التي اتبعت دعوة يسوع. ونجد اختلافًا كبيرًا بين الأناجيل الأربعة في عدد وأسماء والأدوار التي لعبتها تلك الشخصيات. بالإضافة إلى ذلك نجد في الأناجيل الأبوكريفية اختلافات أكثر من تلك التي توجد في الأناجيل القانونية.
وينبغي على الدارسين التفرقة بين مصطلحي تلميذ ورسول فالأول يشير إلى أولئك الأشخاص الذين يتبعون رسالة وتعاليم شخص ما. واحتلت النساء مكانة بارزة في الأحداث التي حدثت ليسوع كالصلب والقيامة. وفي الأناجيل الأربعة نجد أن النساء هن أول من كن يعرفن الأخبار الجيدة. ونجد من بين الأناجيل إنجيلًا يحمل اسم مريم المجدلية والتي تعد أحد من بين النساء اللاتي لعبن دورًا مهمًا في حياة يسوع.
تشير تعاليم يسوع المسيح كما دونها الإنجيليون إلى أن يسوع لم يشرّع أي تسلسل هرمي في العلاقات المسيحية: فدعاهم يسوع إليه وقال لهم: «تعلمون أن رؤساء الأمم يسودونها، وأن عظماءها يتسلطون عليها، فلايكن هذا فيكم» (متى 20: 25-26a) (مرقس 10: 42-43) (لوقا 22: 25).
يأتي العهد الجديد على ذكر عدد من النساء المقربات من يسوع المسيح، في مقدمتهم أمه مريم، ومريم المجدلية المعروفة باسم «رسولة الرسل»، وهي التي اكتشفت قبر المسيح الفارغ وكُلّفت بتبليغ تلاميذ المسيح الأحد العشر (المتبقين بعد انتحار يهوذا) بقيامة المسيح، وذلك وفقاً للأناجيل.
ومن النساء الذين تعامل معهن يسوع أيضاً مرثا ومريم، فحينما أتى يسوع لزيارتهما في منزلهما راح يعظ ويتحدث في أمور تتعلق بالإيمان والبعث والقيامة، وأمضت مريم كل وقتها تستمع إلى مواعظه جالسة عند قدميه، بينما كانت مرثا منهمكة في المطبخ لإعداد الطعام. فاشتكت مرثا تقاعس أختها عن المساعدة في أمور المنزل، لكن يسوع أجابها: «مرثا مرثا أنت تقلقين وتهتمين بأمور كثيرة، مع أن الحاجة إلى شيء واحد. فمريم اختارت النصيب الأفضل، ولن ينزعه أحد منها». (لوقا 10: 41-42).
قصة أخرى ترد في (مرقس 5: 23-34) وهي تعكس تحدي يسوع للأعراف الثقافية اليهودية في ذلك الوقت، حيث قرر أن يشفي امرأة ظلت تنزف لمدة 12 سنة، وهو ما كان محرّماً وفقاً للشريعة اليهودية، حيث يتم استبعاد النساء الحائضات أو اللاتي أنجبن من المجتمع. وهذا هو سبب النبذ الاجتماعي لمدة 12 سنة الذي تعرضت له المرأة المروي عنها في إنجيل مرقس. وبذلك عالج يسوع الرجال والنساء دون تفرقة، كشفاء حماة بطرس. (متى 8: 14)
كلاً من المساواتيين والتتميين يرون أن معاملة يسوع للمرأة تتسم بالرحمة. كما أن أناجيل العهد الجديد، ولا سيما لوقا، يذكر أن يسوع كان يتحدث مباشرة مع النساء أو يقدم لهن المساعدة علناً. فأخت مرثا (مريم) تجلس عند قدمي يسوع بينما هو يقوم بتلقينها تعاليم الشريعة، وهذا كان امتياز يحظى به الرجال فقط في اليهودية. فجاء يسوع ليخرج عن المألوف، ويخصص لنفسه أتباع إناث حظين برعايته (لوقا 8: 1-3)، كما أمر النساء أن يتوقفن عن البكاء والنحيب وهو في طريقه ليُصلب (لوقا 23: 26-31). كما أن ذكر مريم المجدلية في الأناجيل كأول شخص يرى يسوع بعد قيامته، وتكليفها بإبلاغ الجميع ما هو إلا دليل على مكانة متميزة تمتعت بها المرأة في الديانة الناشئة، في زمن كانت شهادة المرأة به لا تعتبر صالحة. (مرقس 16: 9).